# Roncador

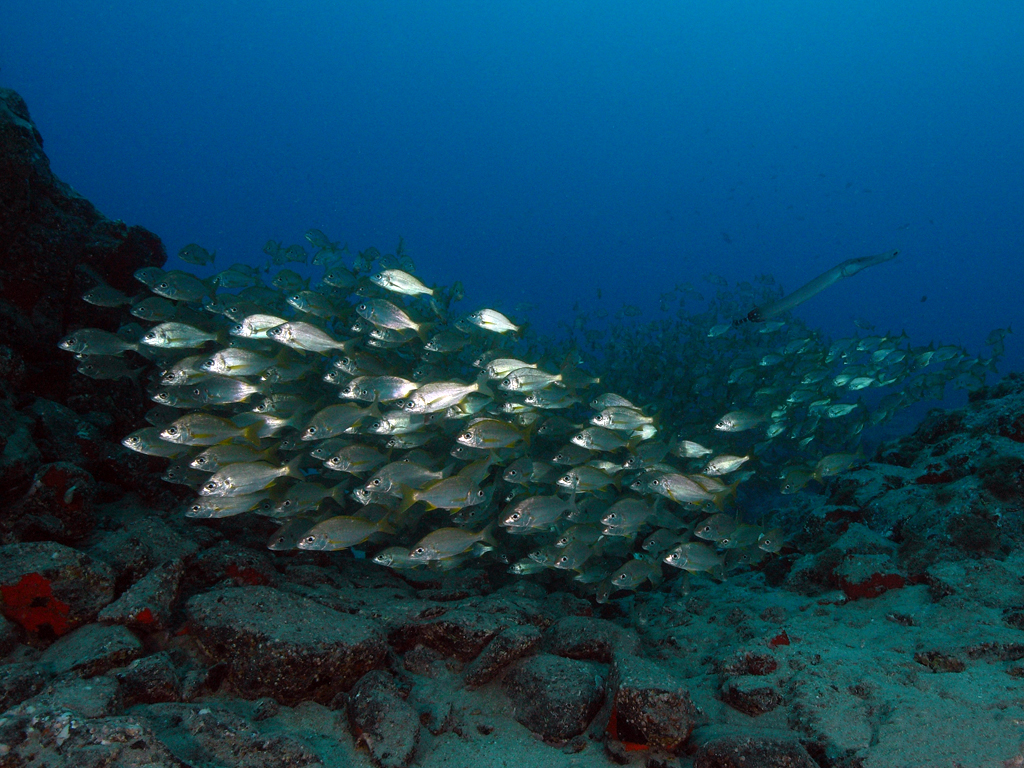
Exemplar dAulostomus strigosus acompanyant una mola de roncadors a les costes de l'illa de Tenerife.

El roncador o xerla roncadora (Pomadasys incisus) és una espècie de peix de la família dels hemúlids i de l'ordre dels perciformes.

## Morfologia
- Els mascles poden assolir els 50 cm de longitud total, tot i que la seua mida més freqüent és de 25.[4]
- Cos oval, comprimit lateralment i més convex al dors.
- Cap gros, llarg i correspon a un terç de la llargària total corporal.
- Ulls bastant grossos.
- Boca petita, lleugerament obliqua i amb nombroses dentetes primes i llargues disposades en bandes en ambdues mandíbules. Musell cònic. La maxil·la no arriba al nivell del marge anterior de l'ull, el qual està completament amagat a sota dels ossos preorbitaris.
- Mentó amb dos porus seguits per un solc mitjà.
- Aleta dorsal amb 12 espines, 16 radis tous i una fenedura entre els radis durs i els tous.
- Aletes pectorals a la mateixa altura que les pelvianes.
- Aleta anal amb 3 espines (la 2a. espina més dura) i 12-13 radis tous.
- La caudal és escotada.
- Dors groc amb tons grisos. Ventre platejat. Taca negra a l'opercle.
- Escates moderadament ctenoides (entre 52 i 53 a la línia lateral).
- 12-14 branquiespines inferiors al primer arc branquial.
- La seua longevitat és de 7 anys.[5][6][7][8]

## Reproducció
Assoleix la talla de la primera maduresa sexual als 18,3 cm de longitud total (2,5 anys de vida) i la reproducció té lloc a l'estiu.

## Alimentació
Menja petits invertebrats bentònics.

## Paràsits
És parasitat per Lernanthropus villiersi.

## Hàbitat
És un peix d'aigua marina i salabrosa, demersal, de clima subtropical (47°N-14°S, 27°W-14°E) i bastant litoral, el qual viu entre 10 i 100 m de fondària sobre fons rocallosos i sorrencs.

## Distribució geogràfica
Es troba a la Mediterrània occidental (si més no, des d'Alacant fins a Seta -Occitània-), meridional i oriental (incloent-hi els Països Catalans -a les illes Balears és més abundant a la badia de Palma) i a l'Atlàntic oriental (des de l'Estret de Gibraltar fins a Angola i, probablement també, Sud-àfrica, incloent-hi les illes Açores, les illes Canàries, Cap Verd, São Tomé i Madeira).

## Costums
- És força comú, gregari i forma esbarts molt nombrosos (de vegades, associat amb sargs i variades).[47]
- Emet sons quan frega els ossos faringis, ja que la bufeta natatòria actua com a amplificador.[48]

## Observacions
És inofensiu per als humans i el seu interès comercial és baix, sobretot perquè la seua mida és una mica reduïda. Tot i així, es comercialitza sencer i és emprat en fresc per a ésser fregit o guisat (brous, cassoles de peix, etc.).